# 사이토 요시타쓰
사이토 요시타쓰/다카마사(일본어: 斎藤 義龍 さいとう よしたつ[*], 斎藤 高政 さいとう たかまさ[*] 다이에이 7년 음력 6월 10일(1527년 7월 8일) ~ 에이로쿠 4년 음력 5월 11일(1561년 6월 23일))는 센고쿠 시대의 무장이자 미노국의 센고쿠 다이묘이다.

## 생애
다이에이 7년(1527년) 7월 8일, 사이토 도시마사(斎藤利政, 사이토 도산)의 장남으로 태어났다. 어머니는 측실인 미요시노(深芳野)로 어렸을 때의 이름은 부타마루(豊太丸), 원복(元服)을 치른 뒤에는 도시히사(利尚), 다카마사(高政)로 이름을 바꾸었다. 본 항목에서는 요시타쓰로 통일하여 서술한다.
덴분 23년(1554년)에 아버지 도산이 은거하고 미노 슈고다이(美濃守護代) 사이토 씨(斎藤氏)의 가독을 이어받아 이나바 산성(稲葉山城)의 성주가 되었다. 도산의 은거는 그의 자발적인 것이 아니라 가신들의 신뢰를 얻지 못하고 령국(領国) 지배가 원활하게 이루어지지 못하였기 때문에 경질 비슷하게 이루어진 세습이었다고 보는 견해도 있다. 한편 덴분 17년(1548년)에 상속하였다는 설이나 도산의 은거(요시타쓰에게 이나바 산성을 넘겨주고 자신은 사기 산성鷺山城으로 이동하였다는 것)은 《미노 국 제구기》(美濃国諸舊記)에 실려 있으나, 《신장공기》(信長公記)나 《고미노기》(江美濃記) 등 신빙성 높은 사료에는 기록되어 있지 않아서 도산은 아예 은거하지 않았다고 하는 설도 있다.
그 뒤、도산은 요시타쓰를 「모자라는 놈」(耄者)이라 단언하며 「말 잘 듣는 자식」(利口者) 마고시로(孫四郎)나 기헤이지(喜平次) 등을 편애하게 되었다. 요시타쓰 자신도 아버지의 정책과 행동에 대하여 불만과 위기감을 품고 있었다. 급기야는 도산이 요시타쓰를 폐적(廃嫡)시키고 정실 고미 부인(小見の方) 소생의 마고시로를 적자로 삼으려 드는가 하면 막내동생 기헤이지에게는 「잇시키 우효에노다이호」(一色右兵衛大輔) 와 명문 잇시키 씨(一色氏)를 잇게 하는 등의 일로 양자의 관계는 최악의 사태로 치닫게 된다.
고지(弘治) 원년(1555년) 요시타쓰는 숙부뻘인 나가이 미치토시(長井道利)와 짜고 동생 마고시로 ・ 기헤이지 등을 꾀어 히네노 히로나리(日根野弘就)를 시켜 죽이게 했다. 이에 도산은 놀라 오가 성(大桑城)으로 달아났다. 고지 2년(1556년)、요시타쓰는 나가라 강(長良川)에서 아버지와 대치하였다. 도산을 지지하던 세력은 얼마되지 않았으며 옛 도키 씨(土岐氏) 세력의 지지를 얻어 도산을 치는데 성공하였다(나가라 강 전투長良川の戦い). 또한 아케치 씨(明智氏) 등 도산을 지지하던 세력들도 별동대를 이용한 신속한 용병으로 거의 같은 시기에 공격을 당해 멸망하였는데, 오와리국(尾張国)에서 오다 노부나가(織田信長)가 장인인 도산을 구원하러 올 겨를도 없을 정도였다. 노부나가 역시 요시타쓰와 크고 작은 전투를 치르고 철수해 물러났다. 한편 이때 요시타쓰의 막내동생 ・ 사이토 도시하루(斎藤利治)가 오와리의 오다 가문으로 망명하여 노부나가의 이름자 한 글자를 받아 나가타쓰(長龍)로 개명하였다.
그 뒤 요시타쓰는 누키타카제(貫高制)에 기초한 안도장(安堵状)을 발급하여 긴 기간에 걸쳐 혼란을 겪고 있던 영지 소유 문제를 처리하고 또한 숙로(宿老)에 의한 합의제를 도입하는 등 무로마치 시대(室町時代)의 체제를 살리면서 전쟁을 일삼던 도산의 치하에서는 충분히 실시될 수 없었던 슈고 령국제(守護領国制)의 잔재를 배제하고 센고쿠 다이묘(戦国大名)로써의 기초를 쌓았다. 요시타쓰는 훗날 머리를 깎고 법명을 겐류(玄龍)라 하였다.
요시타쓰는 오와리 오다 가문과의 전투가 지속되는 가운데 교토의 쇼군 ・ 아시카가 요시테루(足利義輝)로부터 잇시키 씨를 칭하는 것을 허락받고 미노 슈고다이 가문 사이토 씨에서 이름을 바꾸어, 에이로쿠(永禄) 원년(1558년)에 지부다이호(治部大輔)로 임명되어 이듬해인 에이로쿠 2년(1559년)에는 막부 쇼반슈의 반열에 들어 센고쿠 다이묘로써의 대의명분을 얻었다. 나아가 남부 오미(近江)의 롯카쿠 요시카타(六角義賢)와 동맹을 맺고 북부 오미의 아자이 히사마사(浅井久政)와도 싸웠다. 그러나 오와리의 오다 노부나가의 침공이 더욱 격렬해지는 등 여러 가지 면에서 요시타쓰에게 불리한 조건이 닥치면서 세력을 더 확대할 수 없었다.
에이로쿠 4년(1561년) 사쿄노다이후(左京大夫, 사쿄노조左京兆)로 임명되었으나 그 해 5월 11일에 급서하였다. 향년 35세. 뒤는 아들 다쓰오키(龍興)가 이었다.

## 인물·일화
- 친아버지가 사이토 도산이 아니라 도산에게 쫓겨난 도키 요리아키(土岐頼芸)였다는 설이 있다. 어머니인 미요시노는 도산의 측실이 되기 전에 이미 요리아키의 아이를 갖고 있었다는 것이다.[4] 다만 이 설에 대한 신빙성은 낮으며, 당시에도 요시타쓰의 친아버지는 도산이라고 인정하고 있었음을 제3자인 롯카쿠 요시카타의 에이로쿠 3년(1560년) 편지인 일명 《롯카쿠 쇼테이 조서》(六角承禎条書)에서도 확인할 수 있다.
- 요시타쓰는 아버지를 죽였다는 오명을 피하기 위해 아시카가 쇼군가의 일문인 잇시키 씨를 칭하였고 잇시키 사쿄다이후(一色左京大夫)라는 이름을 썼다. 또한 주가(主家)인 도키 씨(土岐氏)도 나리요리(成頼)가 잇시키 출신으로 그 3대 손인 요리히데(頼栄)가 잇시키 씨를 칭하였다. 자신의 정당성을 주장하기 위해서였다고 생각되고 있다. 요시타쓰의 어머니 미요시노 쪽 조부가 오와리 시다 군의 슈고였던 잇시키 요시토(一色義遠)[5]또는 미요시노의 아버지가 잇시키 요시키요였다고도 한다. 요시타쓰를 따랐던 도키 씨 옛 가신인 구와하라(桑原) ・ 안도(安藤) ・ 히네노(日根野) ・ 다케코시(竹腰) 등은 제각기 잇시키 가문의 가신단과 연고가 있는 이름인 도시나가(延永) ・ 고레요시(伊賀) ・ 우지이에(氏家) ・ 나리요시(成吉)로 개명하였다는 설이 있는데, 사이토 가문의 가신이 잇시키 가문의 가신단 이름으로 바꾼 시기는 요시타쓰가 사망한 뒤의 일로 요시오키가 다스리던 에이로쿠 4년(1561년)이었다. 요시타쓰는 자신이 도산의 친아들이 아니라는 소문을 거꾸로 역이용해서 아버지를 죽였다는 오명을 피하기 위한 대의명분을 얻어 잇시키 씨를 칭함으로써 미노의 고쿠진(国人) 17,500명을 자신의 휘하로 결집시키는데 성공하였다는 것이다.[4]
- 사이토 도산이 노부나가에게 미노 국을 넘긴다는 유언장과 같은 문서를 남길 정도로[6] 요시타쓰는 마지막까지 도산으로부터 인정받지 못했다.
- 에이로쿠 2년(1559년)에 오다 노부나가가 몇 명의 수행원만을 대동하고 교토로 향했을 때 이를 노리고 도중에 화승총을 가진 친병을 파견하여 노부나가 암살을 모의하였다.[3] 이 암살 계획은 결국 실패하였는데, 이는 기록이 남아 있는 일본 역사 최초의 저격 사건이었다.
- 요시타쓰의 신장은 여섯 자 다섯 치(약 197cm)[5]였다고 하며 당시뿐 아니라 오늘날의 기준으로 보아도 상당한 거구에 해당한다. 다만 이러한 거구와는 다르게 지병을 앓고 있었으며 그 지병이 원인이 되어 사망하였다고 한다(일설에는 한센병이었다고도 한다).
- 요시타쓰는 도산을 암살한 뒤에 「한카」(范可)라는 호를 사용하였다고 한다. 「한카」는 중국 당나라 때 피치 못할 사정으로 자신의 아버지를 죽였다는 인물로 요시타쓰가 자신의 처지를 그에 빗대어 이러한 호를 사용하였다는 것이다.[3] 그러나 「한카」에 얽힌 고사가 실재하였는지에 대해서는 확인할 수 없다. 또한 《미에지 문서》(美江寺文書)에 따르면 고지 원년(1555년) 12월에 「사이토 한카」(斎藤范可)라는 이름으로 해당 사찰에 금제(禁制)를 내리는 등[7] 요시타쓰가 「한카」라는 호를 쓴 것은 실제로는 도산을 죽이기 전부터였다.
- 일본의 사학자 가쓰마타 시즈오(勝俣鎮夫)는 도산에서 요시타쓰로의 계승, 도산의 전사에 이르는 경위에 관하여 기존의 설을 비판하였다. 그는 사이토 도산이 미노 국내에 발급한 문서가 적다는 점을 지적하고 요시타쓰의 가독 계승은 국내 정치를 돌아보지 않는 도산의 시책을 비판하던 중신들에 의해 강제적으로 당주가 교체된 것이고 이듬해인 나가라 강 전투는 추방된 도산이 빼앗긴 가독 자리를 되찾기 위한 거병이었다는 견해를 제시하였다.[8]

## 사이토 요시타쓰의 보리사
생전에 요시타쓰는 미노 국, 즉 일본 기후 현 기후 시에 위치한 죠자이지(常在寺)를 일족의 명복을 비는 보리사(菩提寺)로 지정하였다. 죠자이지는 한때 요시타쓰 자신의 아버지인 도산이 머물렀던 연고가 있는 절이자 도산의 묘소가 있는 곳이기도 하였다. 죠자이지에는 일본의 국가 중요문화재로 지정된 사이토 요시타쓰의 초상화가 그의 아버지 사이토 도산의 초상화와 함께 소장되어 있다.

### 내용주
1. ↑  《미노 국 제가계보》(美濃国諸家系譜)에는 이나바 요시미치(稲葉良通)의 누나로, 미요시노와 요시미치는 친남매이고 어머니는 잇시키 요시토(一色義遠)의 딸이라고 되어 있으며, 일설에는 잇시키 요시키요(一色義清)의 딸이라고도 되어 있다.
2. ↑  《계도찬요》(系図纂要)에는 아자이 스케마사(浅井亮政)의 딸이며 히사마사(久政)와는 남매로써 오빠인 히사마사의 양딸로 들어갔다고 기재되어 있다.
3. ↑  잇시키 씨는 오다 노부나가의 근본 영지였던 오와리 시타 군(知多郡)과 가이도 군(海東郡)의 분군(分郡) 슈고나 북부 이세(伊勢)의 반국(半国) 슈고를 이어받은 가문으로 요시타쓰가 목표로 하던 침공 루트와 겹친다는 설이 있다.